# Gizay
Gizay é uma comuna francesa na região administrativa da Nova Aquitânia, no departamento de Vienne. Estende-se por uma área de 20,76 km². Em 2010 a comuna tinha 375 habitantes (densidade: 18,1 hab./km²).